# Joseph Franz von Jacquin
Joseph „Krystel“ Franz Freiherr von Jacquin nebo baron Joseph von Jacquin (7. února 1766, Schemnitz – 26. října 1839 Vídeň) byl rakouský vědec, který se zaměřoval na medicínu, chemii, zoologii a botaniku.

## Život
Narodil se 7. února 1766 v Schemnitzu (dnešní Banská Štiavnica). Jeho otec byl známý botanik Nikolaus Joseph von Jacquin. V roce 1788 promoval na vídeňské univerzitě jako doktor medicíny.
V letech 1788 až 1791 byl vyslán císařem Františkem I. Rakouským na speciální bádací cestu do Německa, Francie a Anglie.
Po svém otci zdědil místo profesora botaniky a chemie na Vídeňské univerzitě, které zastával od roku 1797 až do svého odchodu do důchodu v roce 1838.
V roce 1821 byl zvolen zahraničním členem švédské královské akademie věd.
Zemřel 26. října 1839 ve Vídni. Bylo mu 73 let.